# Westerholmstigen

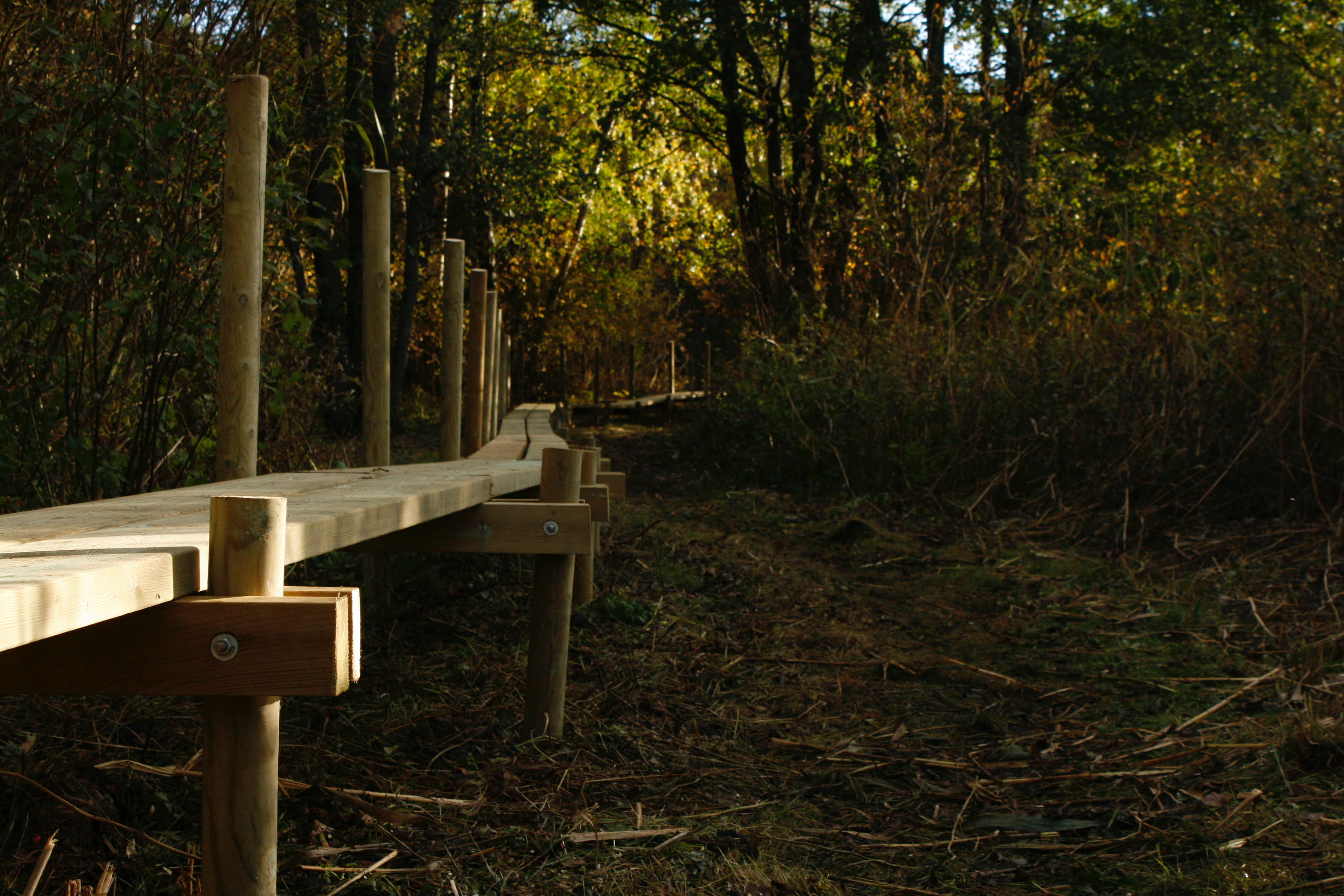
Westerholmsstigen

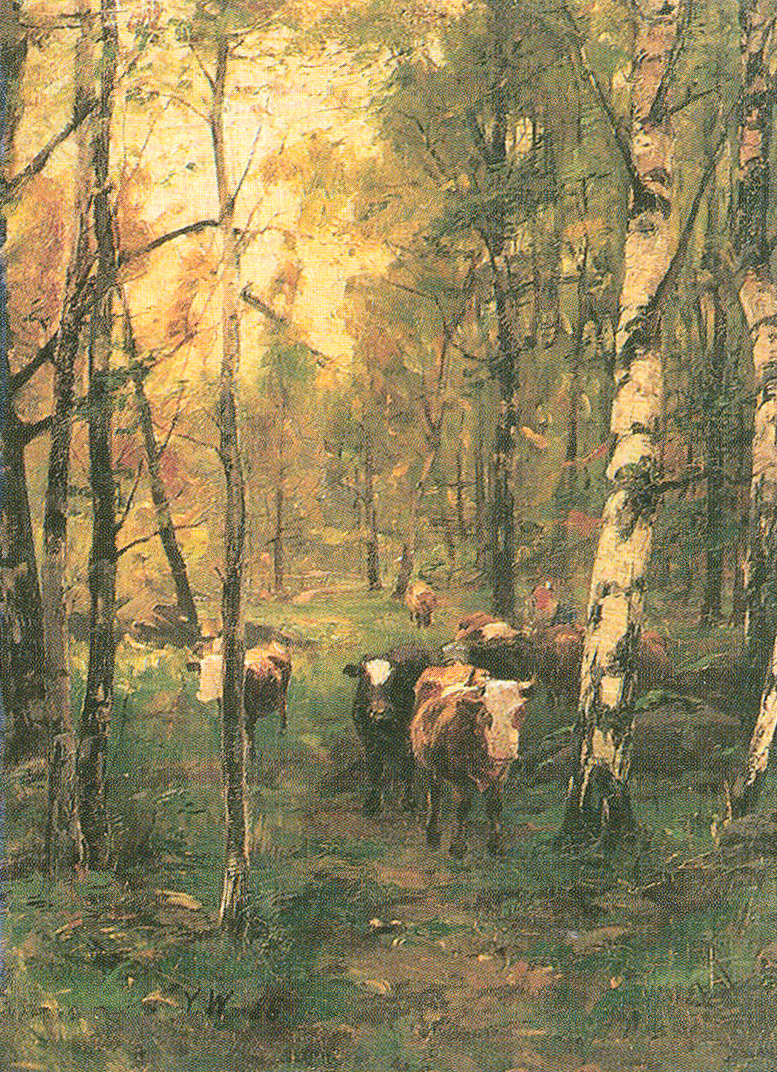
’’Kor i björkskog’’, målning av Victor Westerholm, 1886

Westerholmstigen är en natur- och kulturstig på ön Ernholm i kommunområdet Nagu i Pargas stad. Stigen börjar och slutar på Nagu Kyrkbacken. Westerholmstigen är dedikerad den finländske landskapsmålaren Victor Westerholm, som tillbringade somrar i sin barndom och ungdom hos sin mormor Maria (Maja Stina) Henriksdotter på Ernholm i dåvarande Nagu kommun. 
På Victor Westerholms tid användes strandängarna på Ernholm till kobete, och enligt Nagubon Nina Söderlund (vars farfar var Victor Westerholms syssling) och Nagubon Rune Franzén (vars morfar var syssling till Victor Westerholm) är det mer än sannolikt att inspirationen till Victor Westerholms senare målningar av kohagar har stark koppling till Westerholms barndomsupplevelser från just Ernholm.

## Beskrivning
Westerholmstigen invigdes den 14 juni 2014 vid torgplatsen i Södra hamn på Nagu Kyrkbacken där även startskylten för stigen hittas. Stigen är 2,8 kilometer lång och höjdskillnaden varierar från 1 meter över havet till högsta punkten “Jetukast” (lokal dialekt för jättekast) som ligger på 42 meter över havet. Längs stigen finns 14 informationsskyltar med information på svenska, finska och engelska. 

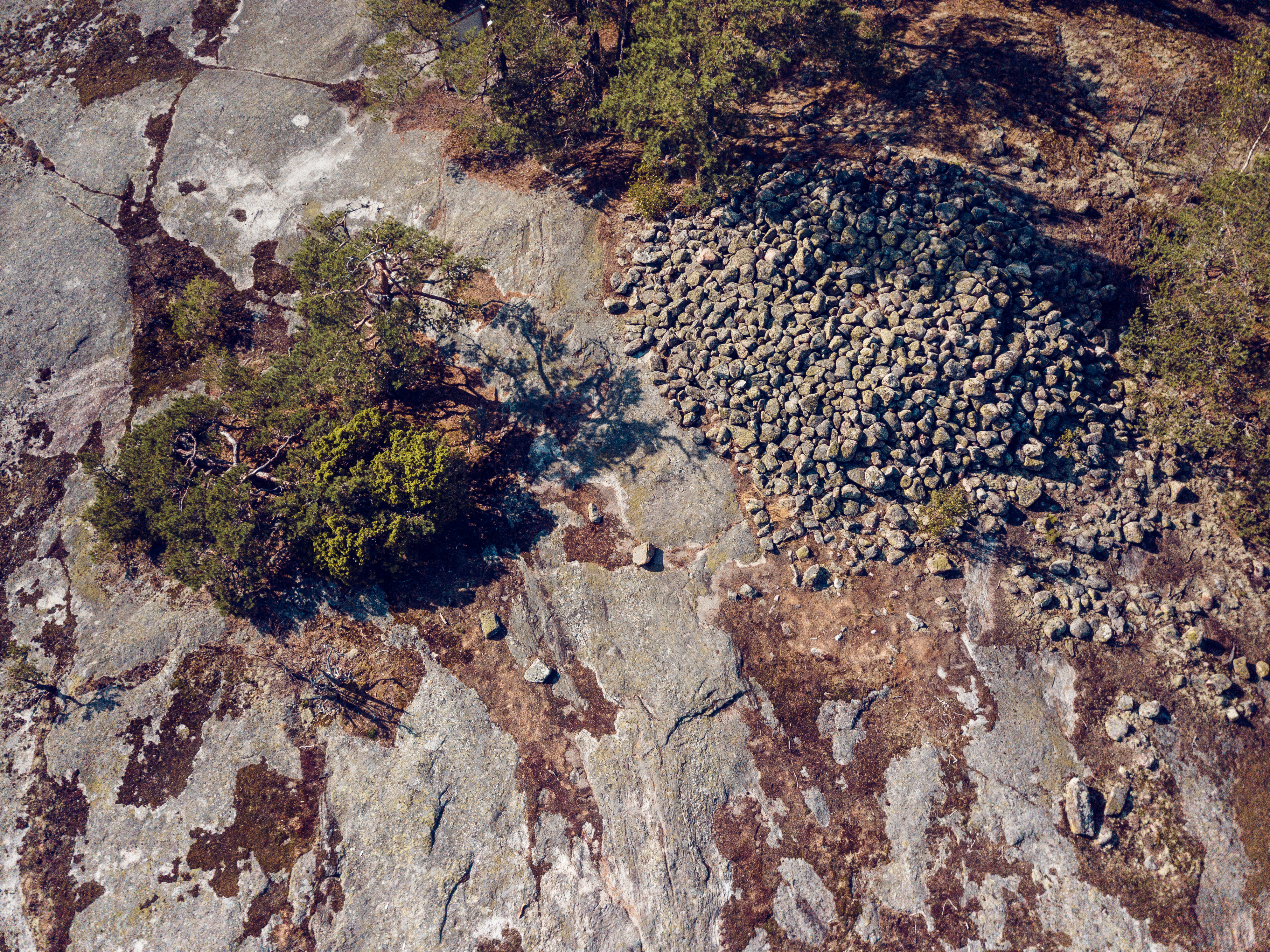
Jetukastet fotograferat från luften

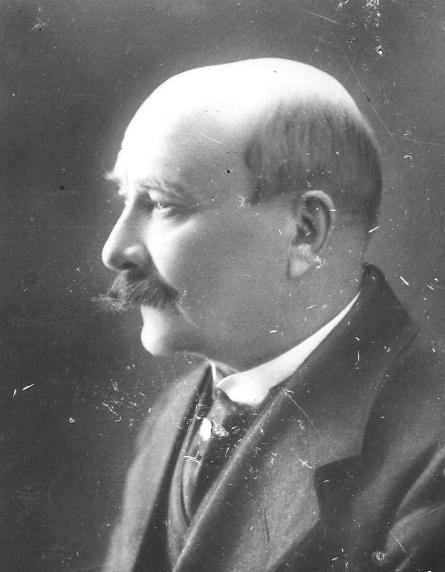
Victor Westerholm

Informationsskyltarna låter vandraren bekanta sig främst med konstnären Victor Westerholms barndom på Ernholm, men även med själva ön samt Nagus historia. Vandraren passerar Nagus troligen första värdshus vid Krogbron och vidare förbi en liten byggnad i tegel, som i folkmun kallas “Smedjan”. Efter “Smedjan” hänvisas vandraren över Skärgårdsvägen (även känd som Skärgårdens Ringväg) och längs en snickrad spång av plank, över strandängar och upp på Ernholm berg.  
En alternativ stig runt berget finns utmärkt för vandrare som inte vill, eller inte klarar stigningen upp till Jetukast. Utsikten, och en fornlämning i form av en av Museiverket i Finland, i lag fredad bronsåldersgrav daterad 1500–500 före Kristus gör Jetukast på Ernholm till ett populärt och naturligt ställe för en paus under vandringen. 
Vidare fortsätter vandringen ned från Jetukast längs Gåsholmsvägen över Skärgårdsvägen mot Ernholm by, och därifrån hänvisas vandraren tillbaka över Krogbron till Nagu Kyrkbacken. 

## Ernholm gård
Ernholm gård antas ha uppstått senast på 1400-talet, eftersom gården var den närmaste boplatsen till Nagu kyrka. På 1500-talet fanns det enligt uppgifter i Generalregistret över bosättningen i Finland fem hemman på Ernholm. Men under årens lopp slogs dessa ihop till det som än idag är Ernholm gård. Nagus första bysmed bodde på Ernholm redan på 1630-talet, och Ernholm blev en samlingsplats för lokala hantverkare, antagligen eftersom kyrkan och de potentiella kunderna låg nära. På 1680-talet blev Michel Abrahamsson, dåvarande husbonde på Ernholm, den första kronolänsmannen i Nagu, vilket betydde att han drev in skatter och verkade som polis. Efter detta var kronolänsmännen i nästan 200 år närmast permanent stationerade just på Ernholm.
Föreningen Pro Nagu r.f. har anlagt Westerholmstigen i samarbete med ernholmsbor, Multiculti r.f. och Pargas stads turismenhet. Stigen är finansierad av Leader och Svenska kulturfonden.

## Bilder

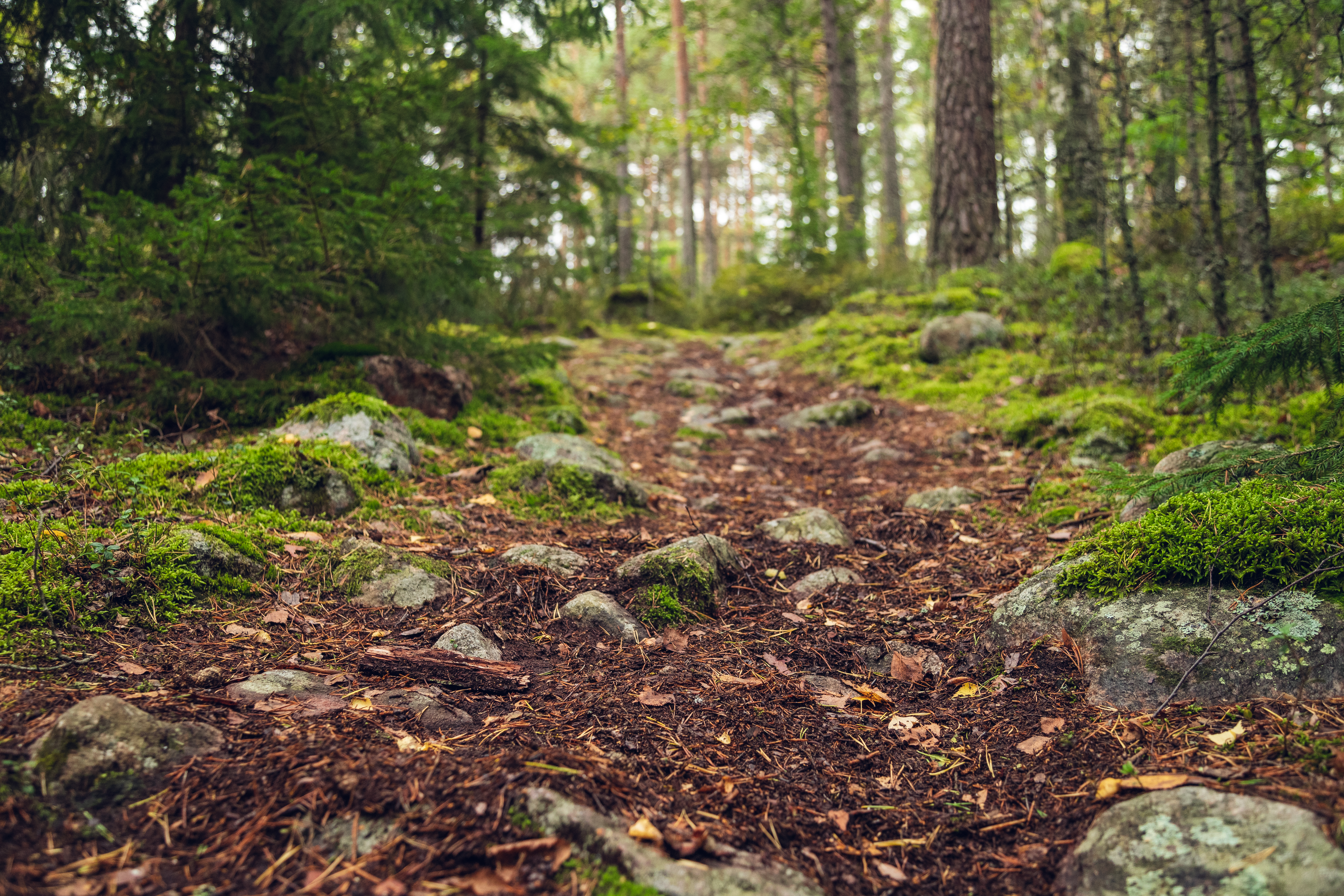
Westerholmsstigen
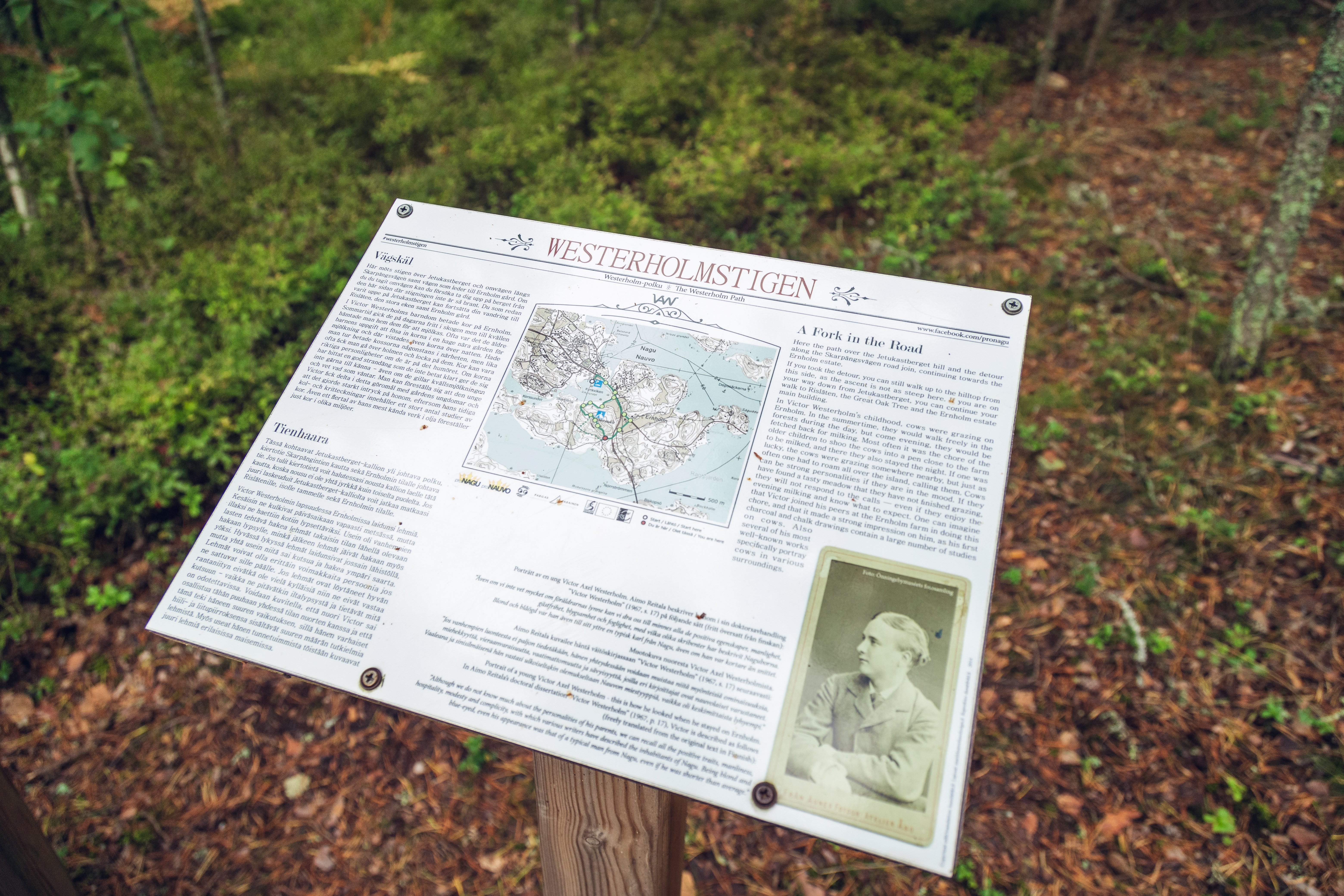
Informationsskylt om Victor Westerholm
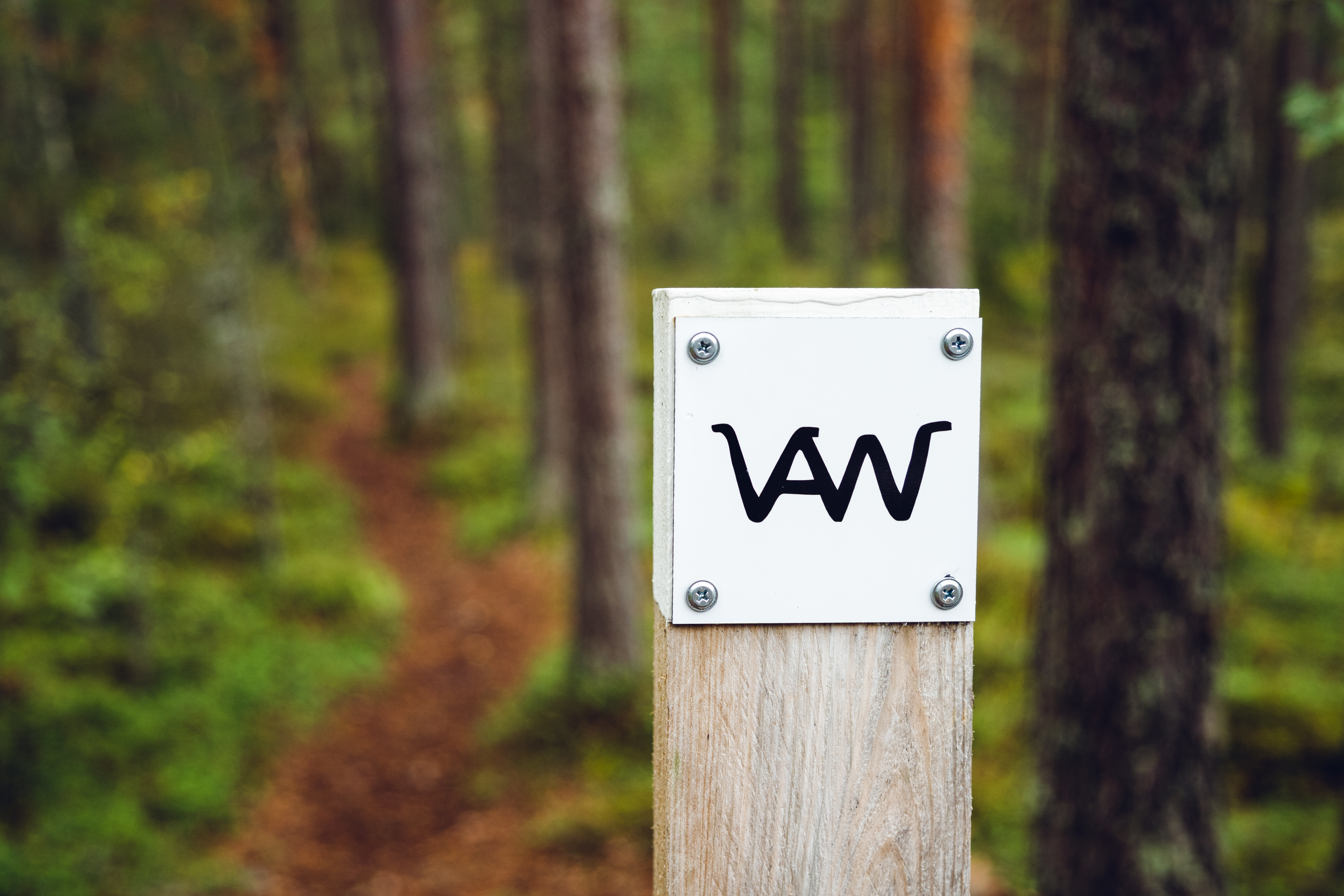
Victor Westerholms signatur